# Major Sámuel
Major Sámuel (Debrecen, 2002. január 9. –) magyar labdarúgó, posztját tekintve középpályás, a Pécsi Mecsek FC játékosa.

## Pályafutása

### Klubcsapatokban
Pályafutását szülővárosában, a Debreceni VSC-ben kezdte. 2007-től tíz éven át volt a hajdúsági klub utánpótlás akadémiájának tagja, majd Ausztriába, a Red Bull Salzburghoz igazolt, ahol először a klub korosztályos csapataiban szerepelt. A Salzburg fiókcsapatában, az osztrák másodosztályban szereplő Lieferingben 2020 júniusában mutatkozott be, miközben a korosztályos csapattal pályára lépett az ifjúsági Bajnokok Ligájában is. Utóbbi sorozatban az elődöntőig jutott csapatával. Első gólját az osztrák másodosztályban 2020 júliusában a Vorwärts Steyr csapata ellen, a 2019–2020-as szezon utolsó fordulójában szerezte. A következő szezonban már a Lieferingben kapott rendszeres játéklehetőséget. Az első fordulóban gólt lőtt az Austria Wien tartalékcsapata ellen játszott bajnokin.
2022. január 5-én jelentették be, hogy két és fél évre aláírt az Admira Wacker csapatához. Július 8-án 1+1 évre aláírt a Debrecen csapatához.

### A válogatottban
Többszörös utánpótlás-válogatott, 2019-ben részt vett az U17-es Európa-bajnokságon és világbajnokságon is.

## További információ
- Major Sámuel, Transfermarkt.com
- Major Sámuel, WorldFootball.net
- Major Sámuel, foci-info.hu